# Die Anbetung der Könige (Bosch)

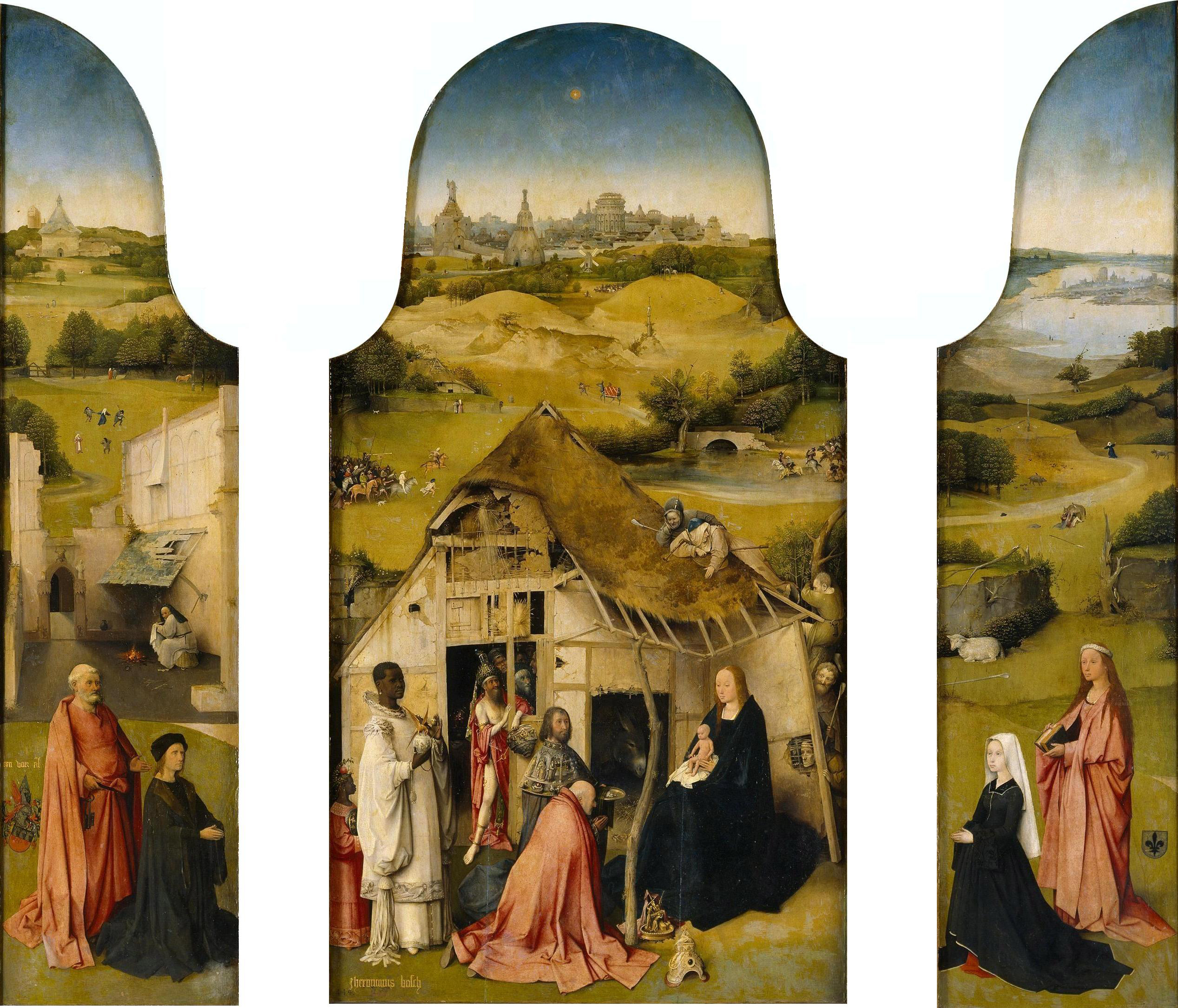
Die Anbetung der Könige

Das Triptychon Die Anbetung der Könige ist ein Werk des niederländischen Malers Hieronymus Bosch (um 1450–1516). Es ist um die Jahre 1496/97 von dem Antwerpener Stifter-Ehepaar Peter Scheyve und Agnes de Gramme in Auftrag gegeben worden, möglicherweise vermittelt durch deren mutmaßliche regionale Kontakte zur Liebfrauenbruderschaft.

## Das Triptychon
Die Anbetung der Könige ist ein in der Kunstgeschichte gerne gewähltes Motiv. Boschs Ausführung brilliert in der Farbgestaltung und der technischen Ausführung; die Ikonographie gilt als komplex.